# Gabos Gábor
Gabos Gábor (Budapest, 1930. január 4. – Budapest, 2014. augusztus 27.) magyar zongoraművész.
Gabos Gábor 1948-ban kezdte tanulmányait a budapesti Zeneakadémián, ahol  Hernádi Lajos volt a mestere. 1952-ben szerezte meg diplomáját, és zongoraművészként ugyanebben az évben mutatkozott be Budapesten. Több rangos zenei versenyen ért el értékes helyezéseket: 1955-ben a párizsi Marguerite Long verseny harmadik helyezettje volt, 1960-ban ötödik lett a brüsszeli Queen Elisabeth zenei versenyen, 1961-ben pedig első díjat nyert a budapesti nemzetközi Liszt–Bartók zongoraversenyen. Virtuóz játéka révén hamar a hazai és nemzetközi koncertpódiumok kedvelt előadóművészévé vált (Olaszország, Szovjetunió, Svédország, Görögország, Németország, Svájc, Dél-Amerika, Japán). Számos kitűnő lemezfelvételt készített, többek között Bartók, Brahms, Beethoven,  Chopin, Haydn, Liszt és Schubert szerzeményeiből. 1968-as Bartók-lemezét a Japán Lemezakadémia nagydíjjal jutalmazta. Gabos Gábort művészi teljesítményéért Liszt Ferenc-díjjal és Érdemes művész díjjal tüntették ki.
Gabos Gábor 1951-ben nősült, felesége, Sándor Ingeborg is zongorista, egy fiuk és egy lányuk van.